# Franz Peffer
Franz Peffer (auch: Franz A. Peffer; * 9. Oktober 1887 in Linden vor Hannover; † 23. Oktober 1937 in Berlin) war ein deutscher Maler, Plakatkünstler, Lithograf, Industrie-Illustrator und Gebrauchsgrafiker sowie Journalist.

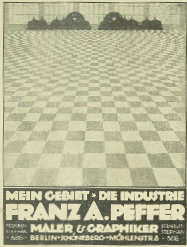
Mein Gebiet – Die Industrie (1921)

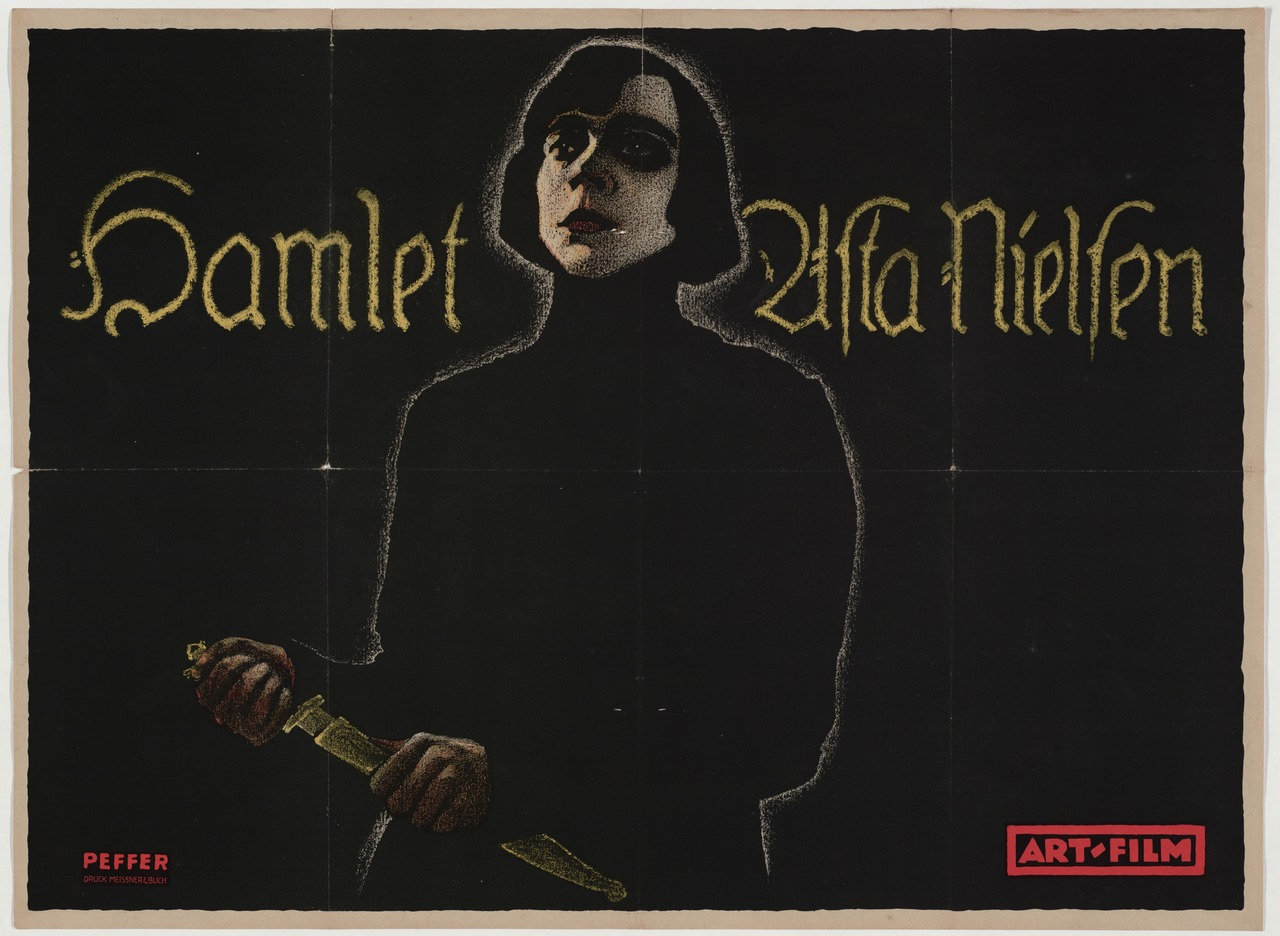
Von Peffer entworfenes Kinoplakat für den Stummfilm Hamlet mit Asta Nielsen in der Hauptrolle;
um 1920, gedruckt von Meissner & Buch, Leipzig; im Besitz des Museum of Modern Art (MomA)

## Leben
Franz A. Peffer wurde in der Gründerzeit des Deutschen Kaiserreichs im Jahr 1887 in Linden geboren, der seinerzeit selbständigen Industriestadt vor Hannover. Nach seinem Schulbesuch durchlief er eine Ausbildung als Lithograf und studierte anschließend an der Kunstgewerbe- und Handwerkerschule Hannover.
Im letzten Jahr des Ersten Weltkrieges siedelte Franz Peffer 1918 nach Berlin über. Dort wurde er Mitglied des Redaktionsteams des Kunstmagazins Gebrauchsgraphik. Monatszeitschrift für visuelle Communication und künstlerische Werbung = International advertising art = Graphisme publicitaire.
Peffers 1920 entworfenes Filmplakat für Hamlet mit der Schauspielerin Asta Nielsen zählt zu den bekanntesten weiblichen Hamlet-Porträts der Moderne. Das stark psychologisierende Plakat „des erfolgreichsten deutschen Films der Zwischenkriegszeit“ reduziert die Bildaussage beinahe auf eine schwarze Fläche, aus der lediglich die von einer Aureole umgebene Hauptdarstellerin mit nur wenig helleren Farben im Gesicht, den Händen und mit dem Dolch wie im Halbdunkel hervorscheint.